# Trenholm Point
Der Trenholm Point ist eine vereiste Landspitze an der Ruppert-Küste des westantarktischen Marie-Byrd-Lands. Sie liegt 13 km nordwestlich des Eldred Point und markiert das nördliche Ende einer Halbinsel zwischen dem Holcomb- und dem El-Sayed-Gletscher.
Der United States Geological Survey kartierte sie anhand eigener Vermessungen und Luftaufnahmen der United States Navy aus den Jahren von 1959 bis 1965. Das Advisory Committee on Antarctic Names benannte die Landspitze 1972 nach William L. Trenholm, Glaziologe in drei antarktischen Sommerkampagnen auf der Byrd-Station zwischen 1967 und 1970.